# Kanadská hokejbalová reprezentace do 18 let
Kanadská hokejbalová reprezentace do 18 let je výběrem nejlepších kanadských hráčů v hokejbale v této věkové kategorii. Od roku 2008 se účastní v mistrovství světa v hokejbale do 18 let. Největší úspěch kanadského týmu jsou 2 zlaté medaile v letech 2008 a 2012. Jejich nejhorší umístění je 4. místo na Mistrovství světa v hokejbalu 2014, když prohrála zápas o bronz proti USA 2:0.

## Mistrovství světa do 18 let
| MS   | Místo konání           | Umístění |
| ---- | ---------------------- | -------- |
| 2008 | Slovensko (Zvolen)     | . místo  |
| 2010 | Česko (Most)           | . místo  |
| 2012 | Česko (Písek)          | . místo  |
| 2014 | Slovensko (Bratislava) | 4. místo |